# Biosfeerreservaat Noord-Vidzeme
Het Biosfeerreservaat Noord-Vidzeme (Lets: Ziemeļvidzemes biosfēras rezervāts), gelegen in het noorden van de regio Vidzeme langs de grens met Estland, is het enige biosfeerreservaat in Letland. Het omvat ongeveer 6% van de oppervlakte van Letland, inclusief meerdere steden en economische infrastructuur.
Het reservaat bezit een diversiteit aan natuurlijke ecosystemen en traditionele cultuurlandschappen. Het omvat 25 natuurreservaten, een natuurpark en twee beschermde zeegebieden.
Aanwezig zijn alle bostypen van Letland, met name gematigd naaldbos en gematigd gemengd bos. Daarnaast vindt men hoogvenen, kustduinen, ongerepte stranden, natuurbelaten meren en rivieren, zandstenen kliffen.
De belangrijkste toeristische attracties zijn:
- De Salaca: een meest snelstromende rivier met meerdere zandstenen kliffen en grotten, geschikt voor meerdaagse tochten. Het dal is met name indrukwekkend bij Mazsalaca, met onder andere de echowanden van de Skaņaiskalns. De Dauģēni- of X-grotten zijn met meer dan 300m de langste natuurlijke grotten van Letland.[6]
- De kust van de Golf van Riga, met natuurbelaten stranden, zandstenen kliffen, watervallen en zwerfstenen.
- Het Burtnieks-meer

De administratie is gevestigd in een gerenoveerd historisch pand in Salacgrīva.

## Gegevens
- Coördinaten: 57°20' tot 58°10' N; 24°20' tot 26°00' O
- Totale oppervlakte: 4.576 km² (ongeveer 6% van Letland), waarvan:
  - Natuurgebieden: 184,4 km²
  - Beschermde landschapszones: 1.600 km²
  - Neutrale zones: 1.625,6 km²
  - Aansluitend deel van de Golf van Riga tot een diepte van 10 m: 1.160 km²
  - Hoogte boven zeeniveau: 0–127 m

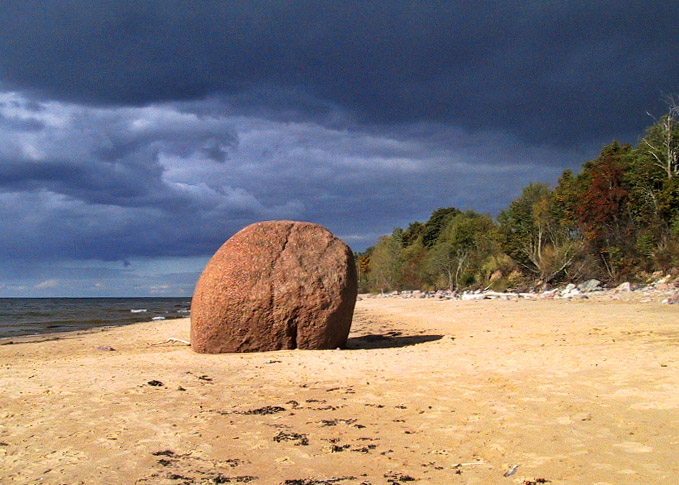
Lauci-steen op het strand van Vidzeme
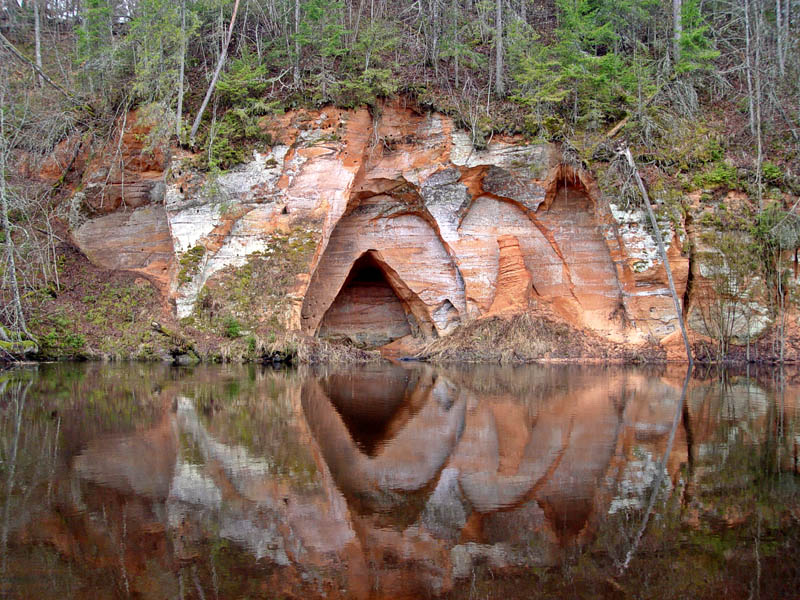
Eņģeļu ala ("Engelengrot") aan de Salaca
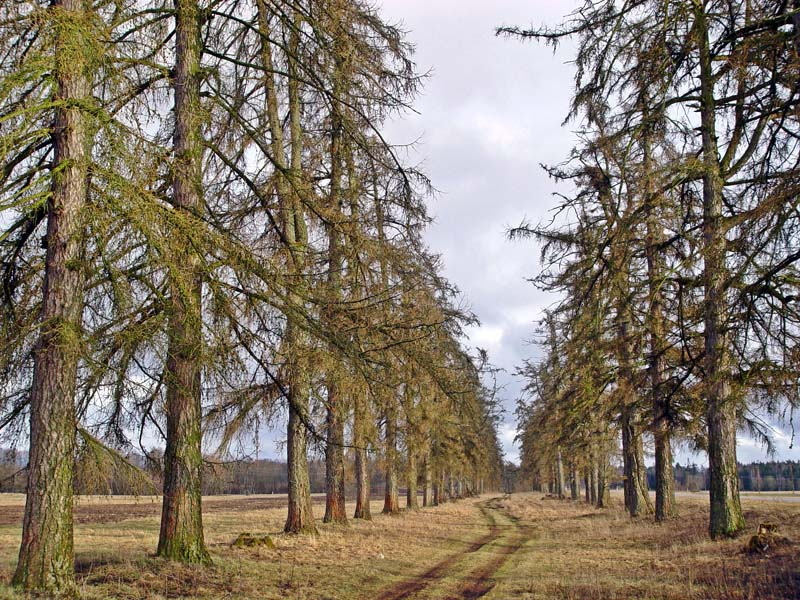
Weg met lariksen nabij Matīši
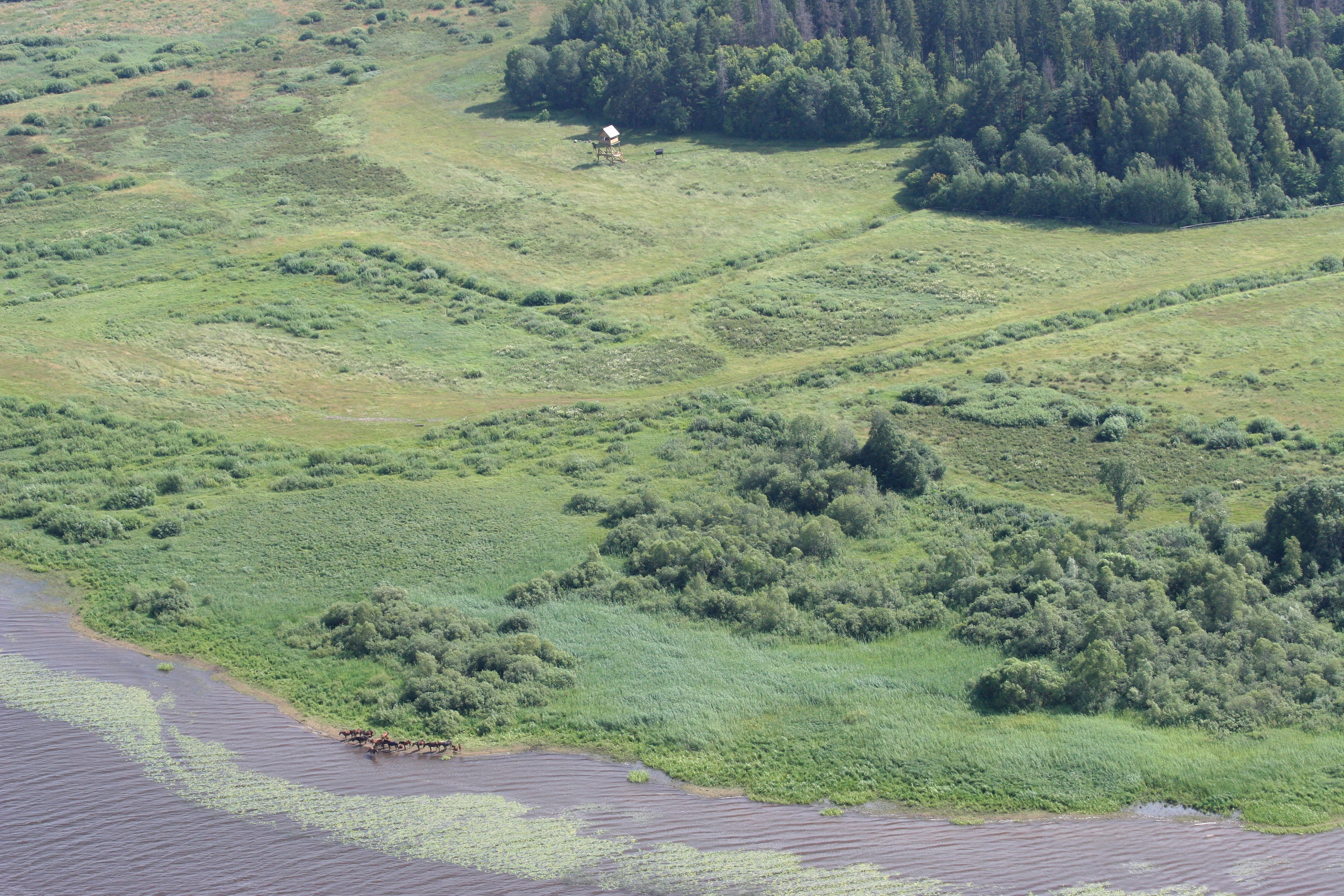
Oever van de Burtnieks